# Баш, Яков Васильевич
Яков Васильевич Баш (настоящая фамилия — Башмак; укр. Яків Васильович Баш; 26 июля [8 августа] 1908, Мыловое, Херсонская губерния — 14 марта 1986, Киев) — украинский советский писатель и драматург.

## Биография
Родился в бедной крестьянской семье. С детства батрачил. После революции, повзрослев активно занимался общественно-политической жизнью, писал корреспонденции в газеты. Работал в Крыму и Херсонской области заведующим избами-читальнями.
В 1928—1932 работал на строительстве Днепрогэса — плотником, бригадиром. С 1931 — литературный сотрудник многотиражки «Пролетарий Днепростроя».
Поступил в 1932 на учёбу на филологический факультет в Харьковский университет, затем до 1937 года продолжал обучение в Киевском государственном университете. Окончил аспирантуру при кафедре истории украинской литературы университета в Киеве.
Член ВКП(б) с 1938 года.
Участник партизанского движения в годы Великой Отечественной войны. Служил в Центральном штабе по руководству партизанским движением на Украине.
После войны жил в Харькове в доме «Слово».
Умер в Киеве в 1986 году. Похоронен на Байковом кладбище.

## Творчество
Дебютировал в 1931 году с рассказом «Сталь», напечатанном в журнале «Огонёк». В 1932 в издательстве «Український робітник» вышла в свет первая книга писателя — сборник очерков «Эпоха пылает» («Доба горить»), в 1933 книга рассказов — «Дни наступления» («Дні наступу»), а затем в 1934 — повесть «Сила». Темой произведений стали героические будни рабочего класса СССР.
Послевоенные произведения Баша посвящены военной тематике, строительству и восстановлению Днепрогэса, истории родного края, громкой славе прошлого Украины, её настоящему и будущему.
В 1938 принят в Союз писателей Украины.

## Избранные произведения
- «На берегах Славуты» (1941)
- «Профессор Буйко» (повесть, 1945) и одноимённая пьеса (1949).
- «Избранное» (1948)
- «На земле нашей» (1959)
- «У костра»
- «Днепровские зори» (героическая драма)
- «Горячие чувства» (роман)
- «Надежда» (роман)
- «На берегах днепровских»

Пьесы Баша шли на сценах многих театров Украины. Отдельные произведения прозаика переведены на русский, болгарский, словенский и другие языки.

## Награды
- орден Октябрьской Революции (07.08.1978)
- орден Отечественной войны I степени (08.05.1945)
- орден Отечественной войны II степени (11.03.1985)
- 2 ордена Трудового Красного Знамени (24.11.1960; 28.10.1967)
- орден «Знак Почёта» (22.09.1958)
- медаль «Партизану Отечественной войны» 1-й степени (1944)
- другие медали
- Республиканская комсомольская литературная премия им. Н. Островского (1970),
- Почётный гражданин г. Запорожье.

## Произведения
- П’єси. К., 1958;
- Твори. Т. 1-2. К., 1978.